# Burgund Szabadgrófság
A Burgund Szabadgrófság (franciául: Franche Comté de Bourgogne, németül: Freigrafschaft Burgund) egy középkori grófság volt 867-től 1678-ig a bomló Középső Frank Birodalom, majd a Német-római Birodalom területén, a történelmi Burgundia egyik utódállama. Ma Franciaország része, mint Franche-Comté régió. Francia neve is őrzi grófjának szokatlan címét: szabad gróf, vagyis franc comte a középkori francia nyelven.
A Burgund Szabadgrófság önálló államalakulat volt és nem volt része a Burgund Hercegségnek, amely 843-tól fennállásáig a francia királyok hűbérbirtokának számított.

## Története

A burgundok a frank birodalomban, 534 és 843 között

Burgundia területét az itt megtelepedett burgundokról nevezték el, akik Skandináviából származtak és Kr.u. 5 században vándoroltak a Rhône folyó mellé. Az itt létrejött királyságot a frankok foglalták el 543-ban és beolvasztották a Merovingok birodalmába. A birodalom felosztása során, amelyet a 843-as verduni szerződés véglegesített, a Saône folyótól nyugatra eső burgund területek a Nyugati Frank Királyság királyság fennhatósága alá kerültek mint Burgundi Hercegség, míg a volt királyság déli és keleti területeit a Középső Frank Királyságot uraló I. Lothár kapta. A Középső Frank Királyság Lothár halála után tovább bomlott, és a burgundiai területek ismét két részre váltak szét: a délen fekvő Alsó-Burgundia 879-ben alakult meg, Arles központtal, míg az északon fekvő Felső-Burgundia 888-ban alakult meg I. Rudolf vezetésével - utóbbi nyugati része volt a későbbi Szabadgrófság területe.
Rudolf király megkísérelte uralma alatt egyesíteni a burgundi területeket, de erős ellenállásba ütközött Arnulf keleti frank király és utóda, Zwentibold részéről, és örült, hogy megtarthatta Felső-Burgundiát. Halála után özvegye, Guilla (Willa) feleségül ment Alsó-Burgundia királyához, Arles-i Hugóhoz. Rudolf fia és utóda, II. Rudolf beavatkozott Itáliában és királlyá koronázták. Helyi támogatói azonban hamarosan ellene fordultak és Hugót kérték fel királynak, akit hamarosan megkoronáztak. Az itáliai nemesek azonban hamarosan ismét II. Rudolfot hívták, aki viszont 933-ban megegyezett Hugóval: utóbbi megtarthatta az itáliai királyságot, míg Rudolf uralma alatt egyesült Alsó- és Felső-Burgundia, Areláti Királyság néven. Rudolf utolsó közvetlen leszármazottja 1032-ben meghalt és a királyságot egyik rokona, II. Konrád német-római császár örökölte, míg a Burgund Hercegségben a francia Capetingek kerültek uralomra.

A burgundi grófok címere a 13. századtól

982-ben Adalbert itáliai király fia, Ottó-Vilmos, a Burgundi Hercegségben található Mâcon grófja, örökölte a Burgundi Szabadgrófságot anyjától, Dijoni Gerbergától. Ottó-Vilmos lett az Ascarida dinasztia feje, akik rokonságban álltak a burgundi hercegekkel és Fekete Hugótól, Rudolf nyugati frank király öccsétől származtatták magukat. Mostohaapja, I. Henrik burgundi herceg halála után örökölte a Burgundi Hercegséget, amit két évvel később II. Róbert francia király a korona birtokának nyilvánított és erővel elvette tőle - Ottó-Vilmos örült, hogy a grófságot megtarthatta magának. A Jura hegységen keresztül vezető kereskedelmi utaknak és a környékbeli sóbányákból származó jövedelemnek köszönthetően a grófság gazdasága virágzott, városai megőrizték önállóságukat és általában nem avatkoztak bele a körülöttük dúló feudális konfliktusokba.

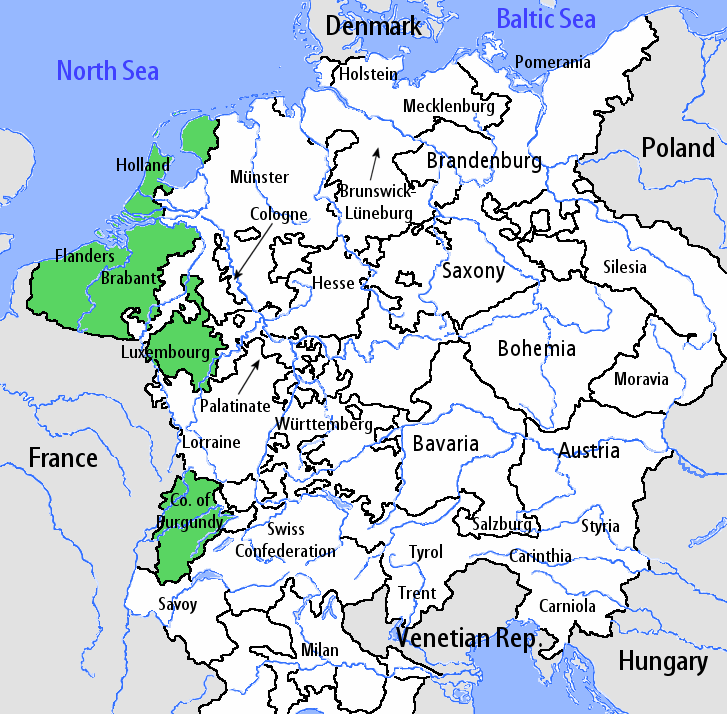
A Német-római Birodalom Burgundiai Körzete

A 11. század végén Konrád császár fia és örököse, III. Henrik német-római császár birodalmi főkancellári rangra emelte Besançon érsekét, magának a városnak pedig Reichsstadt (birodalmi város) címet adományozott - vagyis a császár közvetlen patrónusa lett a városnak. I. Vilmos burgund gróf egyik fiát, Guy-t 1119-ben II. Kallixtusz néven pápává választották, és később megkötötte a wormsi konkordátumot V. Henrik császárral. 1127-ben III. Vilmos burgund grófot meggyilkolták és utóda, III. Regináld burgund gróf magát "szabad gróf"-nak deklarálta, aki nem tartozik hűbéri kötelezettséggel sem a császár, sem a francia király felé.
A grófság önállósága nem tartott sokáig: Barbarossa Frigyes császár hamarosan helyreállította a császár fennhatóságát, foglyul ejtette III. Regináldot. Regináld halála után öccse, IV. Vilmos burgund gróf kormányzott Regináld lánya és örököse, Beatrice nevében. IV. Vilmos halála után Frigyes császár feleségül vette Beatrice-t. 1190-ben, Frigyes halála után fiúk, Ottó kapta meg a grófságot és felvette az egyedülálló "főgrófi" (archicomes) címet, de a korabeli források "herceg"ként (dux) is említették. Ottó utóda lánya, II. Beatrice volt férjével, I. Ottó merán herceggel. Fiúk, III. Ottó, majd lányuk, Adelaide örökölte a grófságot.
A szabadgrófság uralkodóinak általában sok bajuk volt a grófság hatalmas nemesi családjaival, elsősorban a Chalon-okkal, akik III. István auxonne-i gróftól származtatták magukat. István maga IV. Vilmos gróf unokája volt. A grófok hatalmának helyreállítása érdekében Adelaide feleségül ment Chalon Hugóhoz és fiuk, IV. Ottó burgund gróf volt az utolsó uralkodója az önálló szabadgrófságnak.
IV. Ottó második felesége Matilda, II. Róbert artois-i gróf lánya, IX. Lajos francia király másodunokahúga, valamint IV. Fülöp francia király másodunokatestvére volt. A házassággal a grófság ismét a francia királyok érdekeltségi körébe került. Ottó és Matilda lányai mindketten francia királyok feleségei lettek: Johanna a későbbi V. Fülöp francia király felesége lett, míg Blanka IV. Fülöp francia király másik fiához, a későbbi IV. Károlyhoz ment feleségül. Maurice Druon: Az elátkozott királyok c. történelmi regénye dolgozta fel Johanna és Blanka történetét: utóbbit házasságtöréssel vádolták, bűnösnek találták és élete végéig bebörtönözték.
Miután a grófságban felkelés tört ki a franciák ellen, és a nemesség is ellene támadt Chalon János vezetésével, IV. Ottó Johanna lányának adományozta a grófságot, és a francia királyt jelölte ki a grófság vezetőjének. Lányuk és utóduk, III. Johanna burgundi grófnő 1318-ban feleségül ment IV. Ottó burgundi herceghez, a Burgundi Hercegség uralkodójához, és ezzel ismét egy kézben egyesült a két burgundi tartomány. Azonban Ottó unokája és örököse, I. Fülöp burgundi herceg fiatalon, örökös nélkül halt meg, és területeit ismét felosztották: a Burgundi Hercegség visszakerült a francia korona befolyása alá, míg a burgundi grófság Fülöp nagyanyja, III. Johanna húgához, IV. Ottó burgund gróf unokájához, Margithoz került, aki emellett Artois grófnője is volt. Margit halála után fiára, II. Lajos flamand grófra hagyta a burgund grófságot és Artois-t is, aki viszont fiúörökös nélkül halt meg, és összes területe lánya, III. Margit flamand grófnő hozományába tartozott. Margit végül a burgundi herceghez, II. (Merész) Fülöp burgundi herceghez ment feleségül, aki személyében ismét egyesítette a hercegséget a grófsággal.

Franciaország térképe 1477-ben. A világossárga szín jelöli Merész Károly birtokait, világoskék a francia király (XI. Lajos) birtokait.

Utódai hatalmas kiterjedésű területek felett uralkodtak egészen 1477-ig, amikor Fülöp leszármazottja, Merész Károly életét vesztette a nancyi csata során. Harmadunokatestvére, XI. Lajos francia király szinte azonnal elfoglalta a grófságot, de hamarosan szembe találta magát I. Miksa német-római császárral, Merész Károly lányának, Burgundi Máriának férjével. 1479-ben a franciák vereséget szenvedtek, de megtartották a grófságot egészen 1493-ig, amikor Lajos utóda, VIII. Károly francia király lemondott róla, mivel nem akart itt konfliktust. Miksa után fia és utóda, I. Fülöp örökölte és a Habsburg-ház spanyol ágának birtokában maradt egészen 1678-ig, amikor a nijmegeni szerződés értelmében a francia királyok birtoka lett.

## Fordítás
- Ez a szócikk részben vagy egészben  a   County of Burgundy című angol Wikipédia-szócikk fordításán alapul.  Az eredeti cikk szerkesztőit annak laptörténete sorolja fel. Ez a jelzés csupán a megfogalmazás eredetét és a szerzői jogokat jelzi, nem szolgál a cikkben szereplő információk forrásmegjelöléseként.